# Lijst van schilderijen in het Centraal Museum/J
Lijst van schilderijen in het Centraal Museum met werken van schilders van wie de achternaam begint met de letter J. Vermeldingen in het grijs geven aan dat het werk geen deel meer uitmaakt van de collectie van het Centraal Museum, bijvoorbeeld omdat het in bruikleen gegeven is aan een andere instelling of omdat het teruggegeven is aan de bruikleengever.
| Inventarisnummer | Toeschrijving                                     | Titel | Datering  | Afbeelding |
| ---------------- | ------------------------------------------------- | --- | --------- | ---------- |
| 26942            | Henri Jacobs                                      | Midi (Solange) | 1989      |            |
| 26938            | Henri Jacobs                                      | Minuit | 1989-1990 |            |
| 28035            | Henri Jacobs                                      | La Vue | 1995      |            |
| 2487             | François Xavier Joseph Jacquin                    | Portret van Bernardus Franciscus Suerman Zie Portretten van Bernardus Franciscus Suerman en Guilielmine Gilette Susanne du Houx de Cramant                   | 1822      |            |
| 2486             | François Xavier Joseph Jacquin                    | Portret van Guilielmine Gilette Susanne du Houx de Cramant Zie Portretten van Bernardus Franciscus Suerman en Guilielmine Gilette Susanne du Houx de Cramant | 1822      |            |
| 28758            | Han Jansen                                        | Combine | 1969      |            |
| 28764            | Han Jansen                                        | She and me | 1969      |            |
| 28807            | Han Jansen                                        | Buiten winter | 1971      |            |
| 28818            | Han Jansen                                        | Strik | 1971      |            |
| 28849            | Han Jansen                                        | Voor de storm | 1972      |            |
| 28886            | Han Jansen                                        | Kruiwagen | 1972      |            |
| 28877            | Han Jansen                                        | Ultra white 169 x 5 x 5 | 1975      |            |
| 2485             | Cornelis Janson van Ceulen (I)                    | Portret van een vrouw | 1650      |            |
| 18031            | Cornelis Janson van Ceulen (I)                    | Portret van Anthonie van Hilten | Ca. 1650  |            |
| 9377             | Cornelis Janson van Ceulen (I)                    | Portret van Franchoys van Beughem de Bodighem | 1657      |            |
| 18045 a          | Cornelis Janson van Ceulen (II)                   | Portret van Aletta Pater | 1662      |            |
| 18032            | Cornelis Janson van Ceulen (II)                   | Portret van Jacob Martens Zie Portretten van de broers Martens                                                                                               | Ca. 1697  |            |
| 18033            | Cornelis Janson van Ceulen (II)                   | Portret van Carel Martens Zie Portretten van de broers Martens                                                                                               | 1697      |            |
| 18034            | Cornelis Janson van Ceulen (II)                   | Portret van David Johan Martens Zie Portretten van de broers Martens                                                                                         | 1697      |            |
| 9602             | Toegeschreven aan Cornelis Janson van Ceulen (II) | Portret van Engelberta van Brienen | 1653      |            |
|                  | Claude de Jongh                                   | Landschap | 1633      |            |
| 12180            | Claude de Jongh                                   | Rivierlandschap | 1635      |            |
| 22064            | Johan Barthold Jongkind                           | Maannacht | 1873      |            |
| 22112            | Johan Barthold Jongkind                           | Maannacht | 1873      |            |
| 22109            | Johan Barthold Jongkind                           | Haven van Honfleur bij laag water | 1876      |            |
| 31578            | Bart Jonkers                                      | Stilleven | 1935-2001 |            |
| 31579            | Bart Jonkers                                      | Stilleven | 1935-2001 |            |
| 31577            | Bart Jonkers                                      | Zelfportret | 1945-1950 |            |
| 29750            | Bart Jonkers                                      | Bomen | 1950-2000 |            |
| 30210            | Jan Lodewijk Jonxis                               | De muziekles | 1825      |            |
| 27731            | Jan Lodewijk Jonxis                               | Moeder met twee kinderen | 1825-1830 |            |
| 27040            | Jan Lodewijk Jonxis                               | Portret van Jacoba Henriëtte Adriana van den Heuvel | Ca. 1830  |            |
| 18048            | Jan Lodewijk Jonxis                               | Portret Jacob Constantijn Martens van Sevenhoven Zie Portretten van Jacob Constantijn Martens van Sevenhoven en Susanna Jacoba Martens                       | Ca. 1835  |            |
| 18049            | Jan Lodewijk Jonxis                               | Portret van Susanna Jacoba Martens Zie Portretten van Jacob Constantijn Martens van Sevenhoven en Susanna Jacoba Martens                                     | Ca. 1835  |            |
| 2483             | Jan Lodewijk Jonxis                               | Portret van Willem Gerard van Dijk | Ca. 1850  |            |
| 19877            | Asger Jorn                                        | Compositie met dieren | 1951      |            |